# Orquestra Sinfónica do Porto Casa da Música

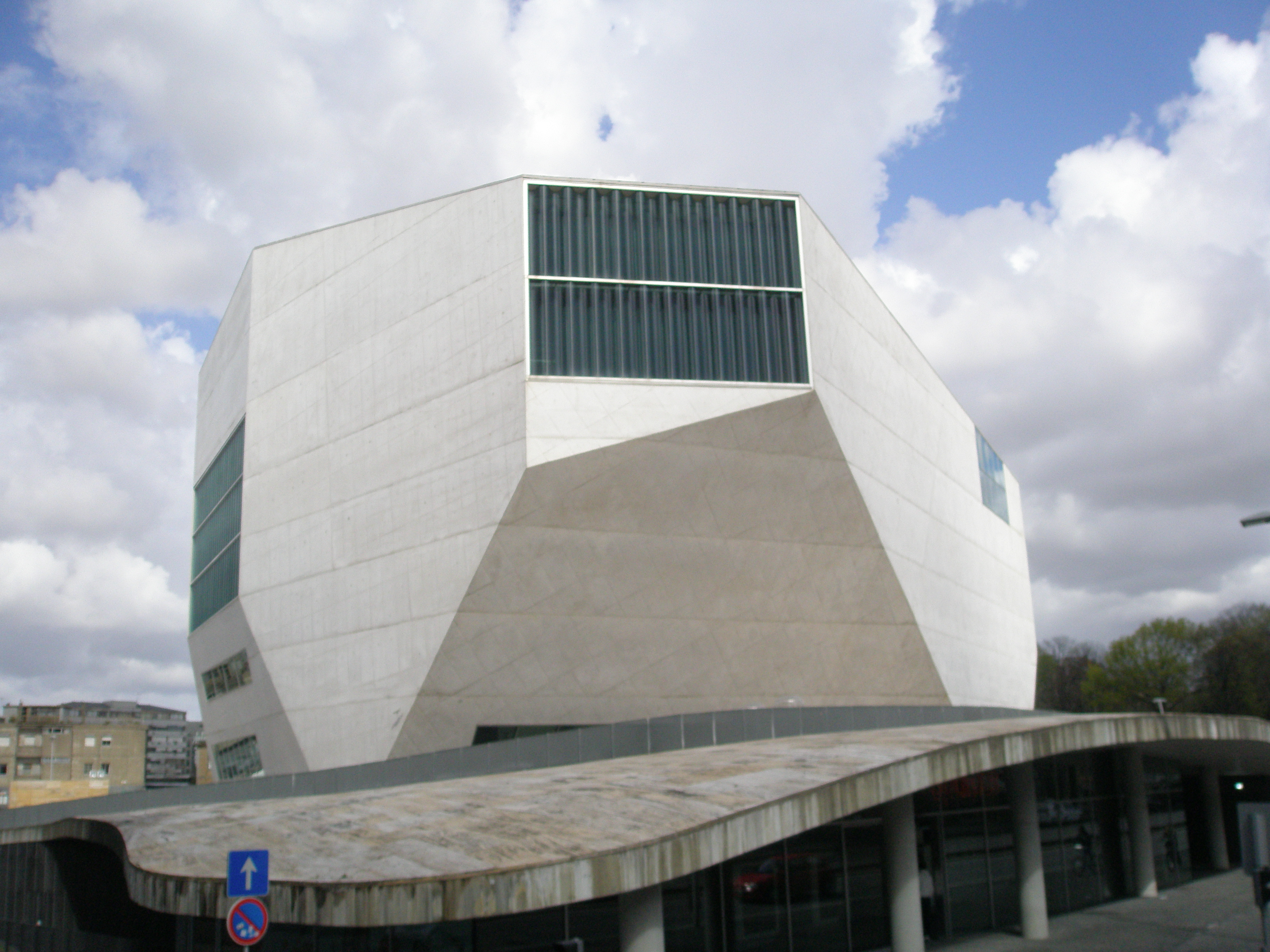
Casa da Música, Porto

A Orquestra Sinfónica do Porto Casa da Música, antiga Orquestra Nacional do Porto foi criada em Setembro de 1997 e tem sede na Casa da Música. Em setembro de 2010, alterou a sua designação com o intuito de apostar na marca "Casa da Música".
Suas origens, no entanto, remontam a 1947 quando foi criada a Orquestra Sinfónica do Conservatório de Música do Porto pela professora Maria Adelaide de Freitas Gonçalves. Este grupo foi extinto em 1989 dando lugar à Orquestra do Porto formada pelo maestro inglês Jan Latham Koenig e "Regie Sinfónia Cooperatíva". Os músicos eram selecionados durante audições que decorreram durante vários meses nas várias cidades do mundo (Paris, Sydney, Rio de Janeiro, Nova York, Los Angeles, Viena, Frankfurt, Madrid, Estocolmo, Roma, Varsóvia etc. O projecto da "Regie" Orquestra do Porto foi extinto em 1993, dando lugar à Orquestra Clássica do Porto dirigida pelos maestros Manuel Ivo Cruz e José Atalaya, que em 1997 se tornaria a actual Orquestra Nacional do Porto.